# 龐鴻書
龐鴻書，字渠盦、仲叩，號酈亭，江蘇省蘇州府常熟縣人，清朝政治人物、進士出身。龐鍾璐之子、龐鴻文之弟。
監生出身。光緒元年，鄉試中舉。光緒六年登進士，同年五月，改翰林院庶吉士。光緒九年四月，散館，授翰林院編修。光緒十一年，任國史館協修。光緒十四年，任順天鄉試同考官。光緒十七年，任山東鄉試副考官。次年改國史館纂修。光緒十八年，任山東道監察御史。光緒二十三年，任禮科給事中。次年改直隸大順廣道。光緒二十九年，任湖南按察使。光緒三十一年，任湖南布政使、湖南巡撫。光緒三十二年，改貴州巡撫。著有《補元和郡縣志四十七鎮圖說》、《水經注小識》。

## 家庭
- 父道光二十七年（1847年）丁未科探花龐鍾璐。
- 胞兄光緒二年（1876年）丙子恩科进士龐鴻文。
- 家族后代有现代画家庞薰琹（庞鸿文之孙）。[10]